# Solórzano
Pour les articles homonymes, voir Solórzano (homonymie).
Solórzano est une commune espagnole située dans la comarque de Trasmiera (en), en communauté autonome monoprovinciale de Cantabrie. C'est aussi le nom de la localité chef-lieu de cette commune.

## Localités
Les villages suivant font partie de la commune de Solórzano :
- La Collada.
- Fresnedo.
- Garzón.
- Regolfo.
- Riaño.
- Riolastras.
- Solórzano (chef-lieu).

## Patrimoine
Sur le territoire de cette commune se trouve une des plus longues cavités souterraines d'Espagne, le sistema de los Cuatro Valles (réseau des Quatre Vallées en français). En 2015, c'est la septième plus longue cavité d'Espagne, avec un développement cumulé de plus de 57 kilomètres.